# Dorian Leigh
Pour les articles homonymes, voir Leigh.
Dorian Leigh, née le 23 avril 1917 à San Antonio, au Texas, et morte le 7 juillet 2008 à Falls Church, en Virginie, est un mannequin américain considéré comme une des toutes premières icônes de l’industrie de la mode, reflet de son époque.
Des années 1940 jusqu'au début des années 1960, elle pose pour les photographes les plus prestigieux de son époque. Bien qu'elle soit principalement demandée pour des couvertures de magazines, elle devient aussi l'égérie de la ligne de cosmétiques Fire and Ice de Revlon.
Dorian Leigh serait également la source d'inspiration du personnage Holly Golightly du roman Diamants sur canapé de Truman Capote.
À la fin de sa carrière de modèle, elle ouvre ses propres agences. 

## Biographie
Elizabeth Dorian Leigh Parker naît le 23 avril 1917 à San Antonio dans une ferme du Texas. Elle affirme pourtant être née en 1920. Elle a trois sœurs, Georgiabell, Florian et Cecilia (1932-2003). Cette dernière deviendra un mannequin et une actrice célèbre sous le pseudonyme de Suzy Parker. La famille s'installe ensuite dans le Queens où son père, George Parker, invente une nouvelle forme d’acide qui met la famille à l’abri des problèmes financiers. Elle entre à la Randolph-Macon Academy (en). Par la suite, alors qu'elle a déjà deux enfants, elle fait des études en mathématique et d’ingénieur à l’Université de New York dont elle sort diplômée. Au début de la Guerre, elle est embauchée dans une usine travaillant pour l’United States Navy, où elle participe à la conception d’ailes d’avions comme « ingénieur mécanicien », travaillant uniquement avec des hommes. N’obtenant pas d'augmentation dans une armée où les femmes ont très peu de place, elle démissionne et trouve un travail comme rédactrice publicitaire à Manhattan. Sur les conseils d'une collègue et apprenant les salaires en cours à l'époque, elle fait des essais à l'agence d'Harry Conover (en), pour entrer dans le mannequinat,. Sur l'impulsion de Diana Vreeland présente durant ses essais, elle est en couverture de Harper's Bazaar de juin 1944 et l'année suivante, après une séance photo chez Vogue qui tient du hasard, elle apparait dans Time Magazine : sa carrière est lancée. Ses photos sont ainsi publiées à travers l'occident et Leigh devient de plus en plus connue. Contrairement à sa sœur Suzy, elle a préalablement décidé de d'abandonner son nom « Parker » pour « Dorian Leigh », afin de satisfaire ses parents.

### Carrière dans la mode
Bien que pas très grande pour ce métier avec son mètre 68, Dorian Leigh gagne très bien sa vie en tant que modèle : elle pose pour différents photographes, dont Irving Penn, Horst P. Horst, Jeanloup Sieff ou Henry Clarke dont elle va être l'élément déclencheur de sa carrière. Bien qu'apparaissant dans les deux concurrents que sont Vogue ou Harper's Bazaar, elle reste l'un des mannequins préféré de Richard Avedon, avec qui elle débute après la Guerre, et de Carmel Snow tous deux du Harper's. « La beauté de Dorian Leigh est absolument faite pour l'appareil photo » affirme Penn. En 1953, à l’âge de 36 ans, elle participe à la célèbre campagne publicitaire de Revlon pour Fire and Ice habillée d'une robe écarlate : dans cette publicité, elle porte une robe argentée moulante et est enveloppée dans une cape rouge. La publicité, qui était accompagnée d’un questionnaire, obtient un énorme succès.
Un différend avec Harry Conover, avec qui elle était en contrat, l'oppose : elle prend une chambre d'hôtel et, bientôt rejointe par une standardiste et d'autres mannequins, commence à organiser des rendez-vous. Elle fonde ainsi sa première agence à New York nommée « Fashion Bureau ».
Par la suite, elle part pour Paris avec son fils. Certains disent que Dorian Leigh a servi d’inspiration pour le personnage d’Holly Golightly du roman de Truman Capote intitulé Diamants sur canapé, fait également attribué à sa sœur Suzy Parker.
Après sa carrière de modèle, poussée par Hervé Mille, alors directeur de Paris Match et Marie Claire, ainsi que frère le ce dernier, Dorian Leigh ouvre sa propre Agence de mannequins à Paris fin 1957, avec ses salaires issus du mannequinat. Les deux frères lui ouvrent les portes du tout-Paris et des magazines. Mais cette activité est alors interdite en France. Après de multiples déboires avec la justice française, elle réussit avec Robert Badinter jeune avocat à faire modifier la loi,. Dorian Leigh s'associe avec Ford : charge à elle de fournir des mannequins européens, tandis que les Ford feront de même avec les américaines ; puis elle étend les activités de son agence parisienne à Londres et Hambourg. À la suite d'activités frauduleuses de son quatrième mari, sa société doit fermer ses portes. 
Dans les années 1960, elle ouvre le restaurant « Chez Dorian » à Fontainebleau. À la fin des années 1970 et au début des années 1980, elle vit à Pound Ridge dans l'État de New York où elle réalise des pâtés pour les traiteurs et les épiceries. Elle publie plusieurs livres de recettes dont Pancakes: From Flapjacks to Crepes (1988) et Doughnuts: Over Three Dozen Crullers, Fritters and Other Treats (1994).
Elle se lance dans une carrière de chef et de traiteur à Paris, à New York et en Italie. En 1980, Dorian Leigh publie son autobiographie The girl who had everything (littéralement « La femme qui avait tout »). Elle publie aussi des poèmes dans The New Yorker. 
Victime de la maladie d'Alzheimer, Dorian Parker (puisqu'elle a repris son nom) décède à Falls Church (Virginie) le 7 juillet 2008.

### Vie privée
Mariée et divorcée à cinq reprises, elle met au monde cinq enfants :
- Marshall Hawkins, avec qui elle a Thomas Loften Hawkins et Marsha Hawkins[14] ;
- l’officier Roger W. Mehle Sr.Young, avec qui elle Eve Mehle[15] ;
- le marquis et pilote espagnol Alfonso de Portago, avec qui elle a un fils, Kim, élevé par la sœur de celui-ci, la Marquise de Moratalla ;
- Serge Bordat, avec qui elle a Miranda Bordat — le père naturel de Miranda serait en réalité un moniteur de ski[16] ;
- Iddo Ben-Gurion, un écrivain qu'elle épouse en 1964 et dont elle divorce en 1966.

Elle a aussi plusieurs amants au cours de sa vie, dont Irving Penn.